# Эпрель
Эпре́ль (фр. Esprels) — коммуна во Франции, находится в регионе Франш-Конте. Департамент — Верхняя Сона. Входит в состав кантона Норуа-ле-Бур. Округ коммуны — Везуль.
Код INSEE коммуны — 70219.

## География
Коммуна расположена приблизительно в 340 км к юго-востоку от Парижа, в 45 км северо-восточнее Безансона, в 19 км к юго-востоку от Везуля.
Вдоль южной границы коммуны протекает река Оньон.

## Население
| Год  | Численность | Численность |
| ---- | ----------- | ----------- |
| 2013 | 712         |             |
| 2015 | 720         | [ 6 ]       |
| 2016 | 747         | [ 7 ]       |
| 2017 | 733         | [ 8 ]       |
| 2018 | 733         | [ 9 ]       |
| 2019 | 735         | [ 10 ]      |
| 2020 | 734         | [ 11 ]      |
| 2021 | 723         | [ 12 ]      |
| 2022 | 711         | [ 3 ]       |

## Администрация
| Период | Период | Фамилия      | Партия | Примечания |
| ------ | ------ | ------------ | ------ | ---------- |
| 2001   | 2003   | Жан Вежю     |        |            |
| 2003   | 2014   | Мишель Ришар |        |            |

## Экономика
В 2010 году среди 426 человек трудоспособного возраста (15—64 лет) 331 были экономически активными, 95 — неактивными (показатель активности — 77,7 %, в 1999 году было 66,4 %). Из 331 активных жителей работали 284 человека (153 мужчины и 131 женщины), безработными было 47 (21 мужчина и 26 женщин). Среди 95 неактивных 16 человек были учениками или студентами, 42 — пенсионерами, 37 были неактивными по другим причинам.

## Достопримечательности
- Фонтан (XVIII век). Исторический памятник с 1967 года[14]

## Фотогалерея

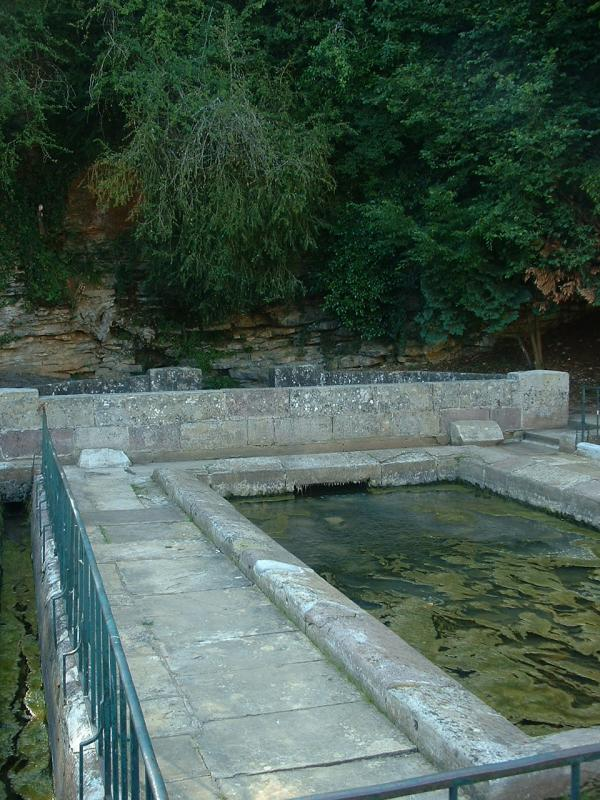
Общественная прачечная
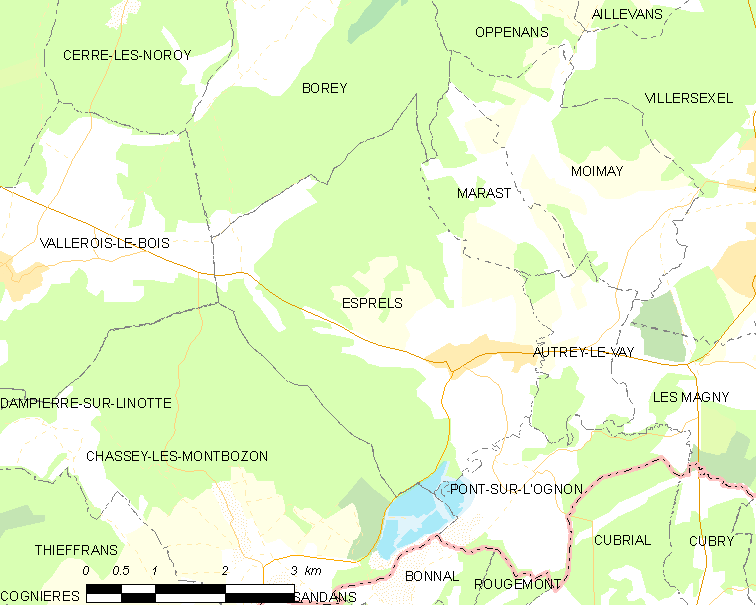
Карта коммуны